# Horton (Lancashire)
Pour les articles homonymes, voir Horton.
Horton est un village et une paroisse civile du Lancashire, en Angleterre.